# Wolfgang Hauber
Wolfgang Hauber (* 30. August 1959 in Weißenburg in Bayern) ist ein deutscher Polizeibeamter und Politiker (Freie Wähler Bayern). Er ist seit 2018 Abgeordneter im Bayerischen Landtag.

## Leben
Wolfgang Hauber durchlief nach dem Schulabschluss ab 1976 eine Ausbildung beim Bundesgrenzschutz und war dort auch bei der GSG 9 tätig. Zur Bayerischen Polizei kam er 1985. Nach dem Fachabitur 1992 absolvierte er ein Studium mit Abschluss als Diplom-Verwaltungswirt (FH). Hauber ist geschieden und Vater von drei Kindern. Er ist evangelischer Konfession.

## Politik
Hauber gehört den Freien Wähler seit 1990 an. Er vertritt seine Partei seit 2002 im Stadtrat von Weißenburg als Fraktionsvorsitzender. Von 2008 bis 2014 amtierte er dort als Bürgermeister. Dem Kreistag des Landkreises Weißenburg-Gunzenhausen gehört er seit 2008 an. Bei der Landtagswahl in Bayern 2018 erhielt er ein Mandat im Landtag. Bei der Landtagswahl 2023 zog er erneut in den Landtag ein. Dort ist er Mitglied in den Ausschüssen für Fragen des öffentlichen Dienstes und für Kommunale Fragen, Innere Sicherheit und Sport. Weiter ist er innenpolitischer Sprecher seiner Fraktion.